# Robert Hintermüller
Robert Hintermüller (* 3. Februar 1937 in Schlatt) ist ein ehemaliger Radsportler aus der Schweiz und Schweizer Meister im Radsport.

## Laufbahn
Robert Hintermüller ist gelernter Metzger und begann 1955 mit dem Radsport. Er qualifizierte sich 1958 für die damalige A-Klasse der Amateure in der Schweiz. 1959 und 1960 konnte er sich 28 Mal unter den zehn Besten eines Strassenrennens platzieren, ohne jedoch ein Rennen zu gewinnen. 1961 gewann er die Schweizer Meisterschaft im Strassenrennen der Amateure und wurde daraufhin für die UCI-Strassenweltmeisterschaften nominiert. Ein Jahr später löste er eine Lizenz als Unabhängiger, um auch an den Rennen der Berufsfahrer teilnehmen zu können. Er siegte im Grossen Preis von Genf und in der Mendrisiotto-Rundfahrt und startete bei der Kanada-Rundfahrt, der Tour de l’Avenir und der Tunesien-Rundfahrt.
Er bestritt die heimische Tour de Suisse dreimal, seine beste Platzierung war Rang 20 im Jahr 1960. Im Jahr darauf beendete er seine Laufbahn.

## Trivia
Der Sieg Hintermüllers in der Schweizer Meisterschaft war 1963 Anlass für die Gründung des Radsport Clubs Diessenhofen, damals unter dem Namen RRC Schlatt. 